# Jack Carson

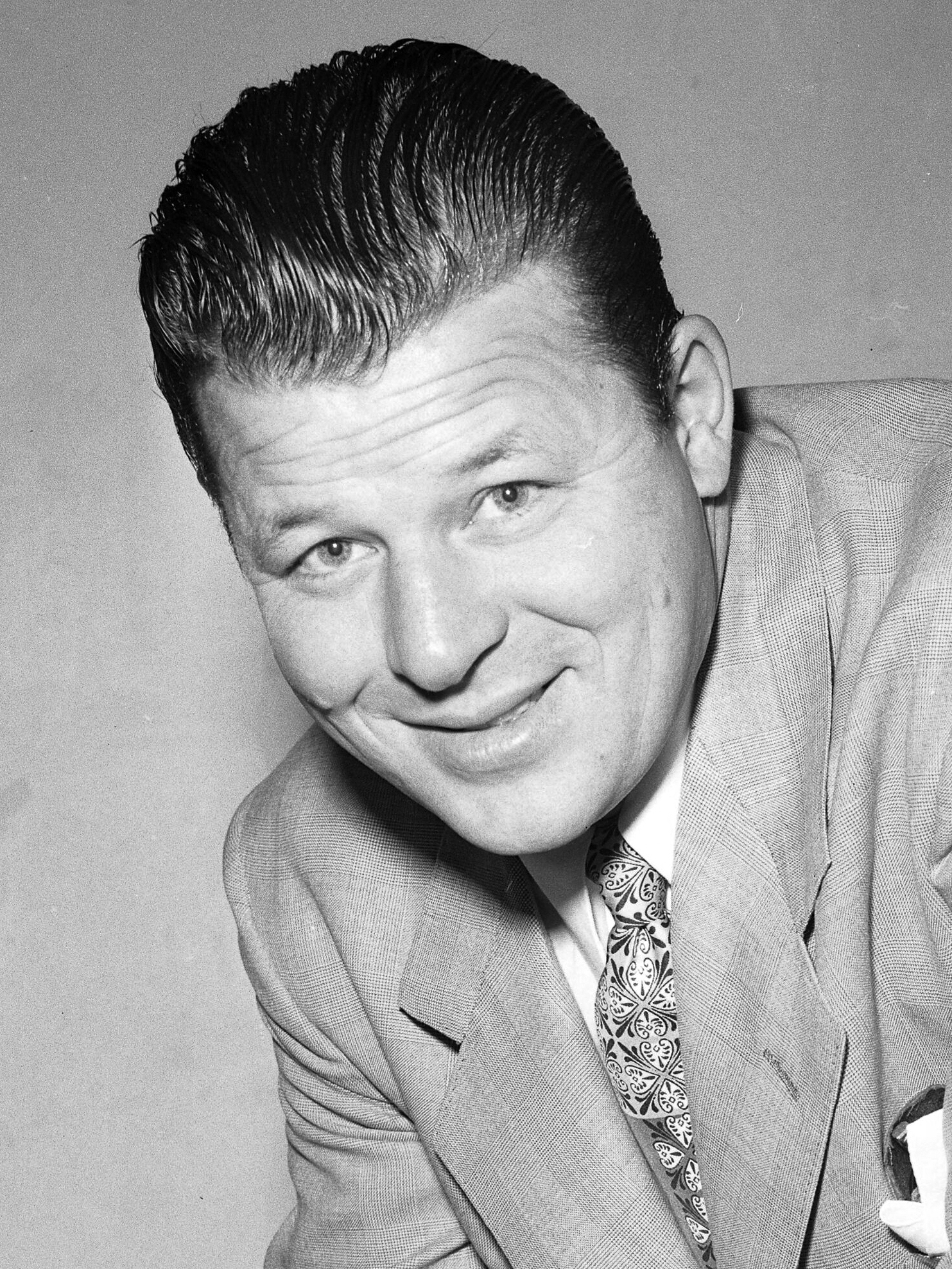

John Elmer Carson, mais conhecido como Jack Carson (Carman, Manitoba, 27 de outubro de 1910 – Encino, 2 de janeiro de 1963), foi um ator de cinema nascido no Canadá e naturalizado americano. Carson frequentemente interpretava o papel de amigo cômico em filmes das décadas de 1940 e 1950, incluindo The Strawberry Blonde (1941), com James Cagney, e Arsenic and Old Lace (1944), com Cary Grant. Apareceu também em dramas como Mildred Pierce (1945), A Star is Born (1954) e Cat on a Hot Tin Roof (1958). Trabalhou para a RKO e a MGM (onde contracenou com Myrna Loy e William Powell em Love Crazy, de 1941), mas a maior parte do seu trabalho mais notável foi para a Warner Bros..

## Filmografia parcial
| Ano  | Título                           | Papel          | Notas            |
| ---- | -------------------------------- | -------------- | ---------------- |
| 1938 | The Saint in New York            | Red Kenks      |                  |
| 1938 | Carefree                         | Connors        |                  |
| 1938 | Vivacious Lady                   | Charlie        |                  |
| 1940 | Lucky Partners                   | Fred Harper    |                  |
| 1941 | The Strawberry Blonde            |                |                  |
| 1941 | The Bride Came C.O.D.            |                |                  |
| 1941 | Blues in the Night               | Leo Powell     |                  |
| 1943 | Princess O'Rourke                | Dave Campbell  |                  |
| 1943 | The Hard Way                     | Albert         |                  |
| 1944 | Make Your Own Bed                |                |                  |
| 1944 | The Doughgirls                   |                |                  |
| 1944 | Hollywood Canteen                | Jack Carson    |                  |
| 1945 | Mildred Pierce                   |                |                  |
| 1946 | The Time, the Place and the Girl | Jeff Howard    |                  |
| 1948 | Romance on the High Seas         | Peter Virgil   |                  |
| 1949 | My Dream Is Yours                |                |                  |
| 1949 | It's a Great Feeling             | Jack Carson    |                  |
| 1950 | Four Star Revue                  |                | TV               |
| 1952 | The U.S. Royal Showcase          |                | TV               |
| 1954 | Red Garters                      | Jason Carberry | faroeste musical |
| 1959 | The Twilight Zone                |                | TV               |